# کینگ سالمون، آلاسکا
کینگ سالمون (به انگلیسی: King Salmon) شهری در بخش بریستول بی ایالت آلاسکا است که جمعیت آن در سرشماری سال ۲۰۰۰ میلادی ۴۴۲ نفر بوده‌است.